# 熊山遺跡

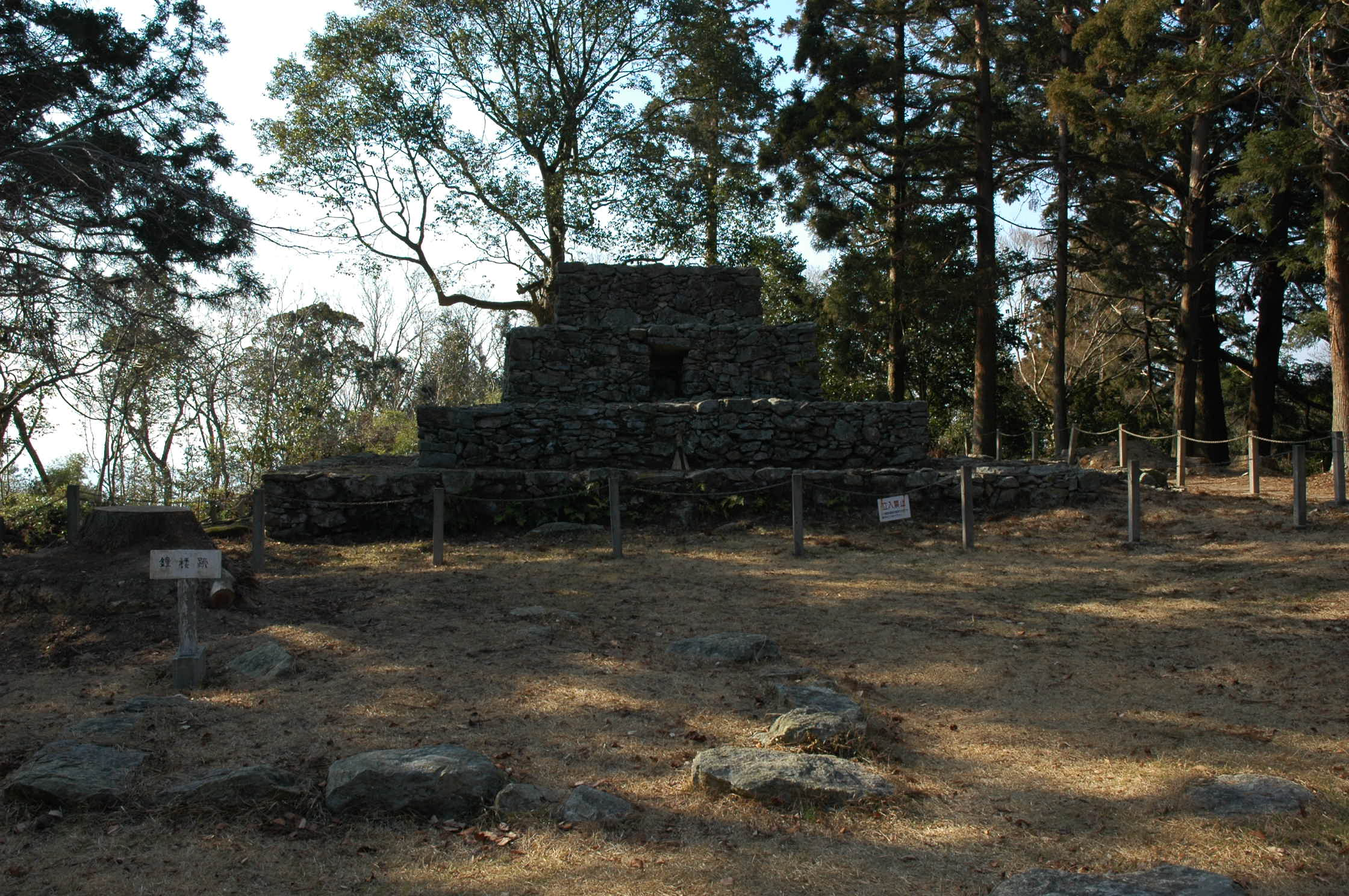
熊山遺跡

熊山遺跡（くまやまいせき）は、岡山県赤磐市の熊山山上にある仏教遺跡である。国の史跡。

## 概要

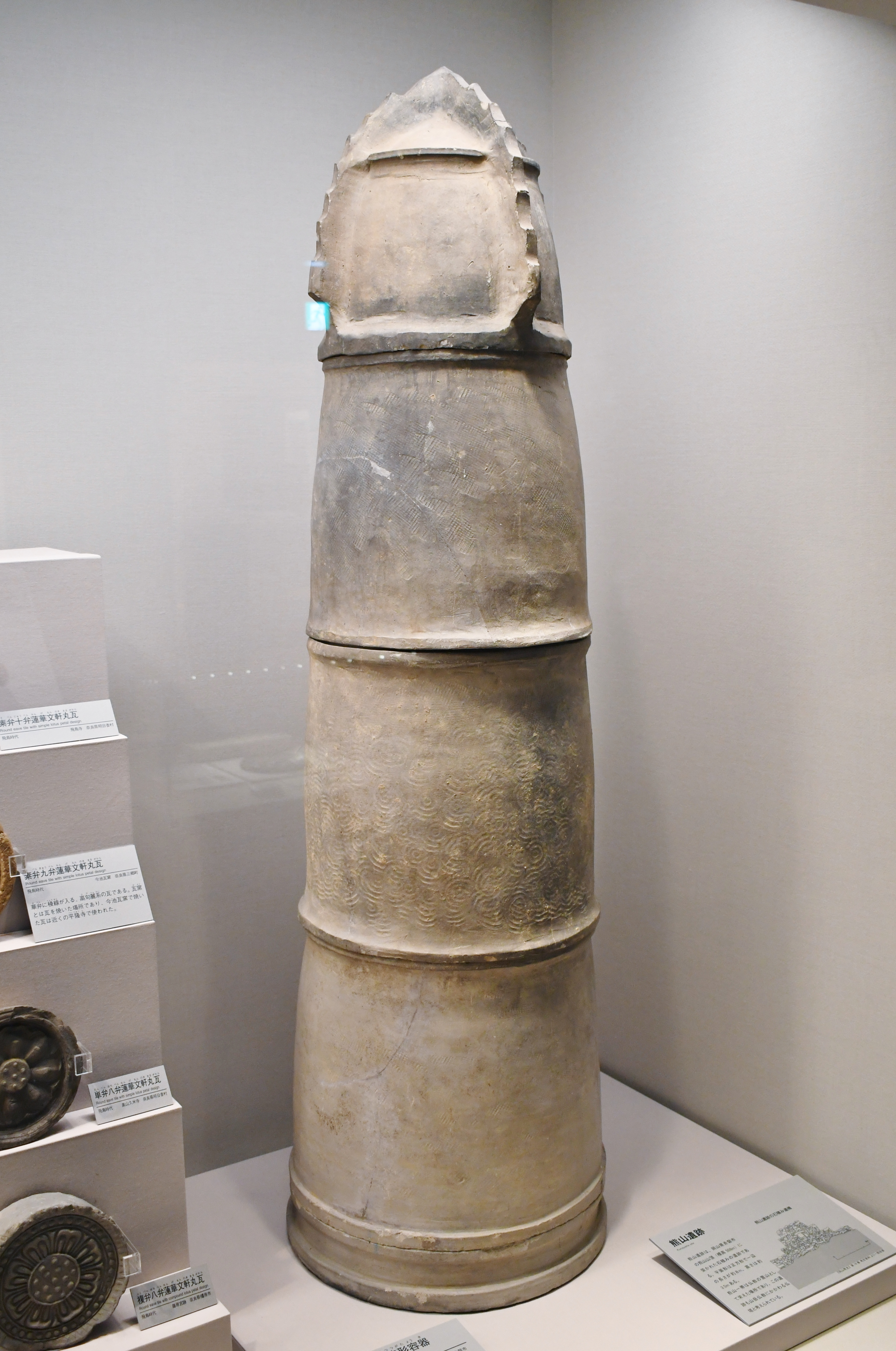
陶製筒形容器天理大学附属天理参考館展示。

熊山遺跡は古来より信仰の対象となっていた熊山（508メートル）の山頂付近にある基底部と3段の基壇で構成された石積みの建造物である。
奈良時代前期に建造されたと思われる仏教遺跡である。
この基壇の周囲には室町時代前期頃まで霊山寺という寺院があった。
弥生時代以前より原始信仰が行われていた磐座（いわくら）の上に、流紋岩を正方形に組み上げている。
一辺11.7メートルの方形基壇を造り、その上に一段目に一辺7.7メートル、高さ1メートル、2段目に一辺5.2メートル、高さ1.2メートル、3段目に一辺3.5メートル、高さ1.2メートルの方形に石積み築造している。
2段目は龕（がん）と呼ばれる仏像などを納める厨子と思われる四角い横穴が4面に開けられている。その横穴は、4面の中央部に高さ65～90センチメートル、幅62～73センチメートル、奥行き90～136センチメートルで造られている。
全高は約3.5メートル、各辺の長さは基底部が約12メートル、下段が約7.7メートル、中段は約5.2メートル、上段は約3.5メートルである。
基壇の中央には竪穴石室があり、その中に高さ162センチメートルの陶製の五段重ねの筒型容器が納められていた。
容器内には三彩の小壷と皮革に文字が書かれた巻物が入っていたと伝えられているが、1937年（昭和12年）に盗掘にあい現在は行方不明である。
筒型容器は奈良県天理市の天理大学に収蔵されている。
この基壇の目的については戒壇説、墳墓説、経塚説などがあったが、近年の研究により遺物や龕の存在などから仏塔であったことが判明している。
1956年（昭和31年）9月27日に、国の史跡に指定された。
また、熊山の標高350メートル以上には大小32基にも及ぶ類似の基壇の遺構が確認されている。